# ケストン・ヒウラ
ケストン・ウィー・ヒン・ナツオ・ヒウラ（Keston Wee Hing Natsuo Hiura, 英語発音: /ˈkɛstən ˈhiərə/; 日本名：日浦 夏男〈ひうら なつお〉、1996年8月2日 - ）は、 アメリカ合衆国カリフォルニア州ロサンゼルス郡バレンシア出身のプロ野球選手（一塁手）。右投右打。MLBのコロラド・ロッキーズ傘下所属。

## 経歴

### プロ入り前
カリフォルニア大学アーバイン校時代の2016年には第40回日米大学野球選手権大会にアメリカ合衆国代表として参加した。この年には右肘の手術を受けている。大学時代の通算打率は.375を記録している。

### プロ入りとブルワーズ時代
2017年のMLBドラフト1巡目（全体9位）でミルウォーキー・ブルワーズから指名されプロ入り。契約後、傘下のルーキー級アリゾナリーグ・ブルワーズでプロデビュー。A級ウィスコンシン・ティンバーラトラーズでもプレーし、2球団合計で42試合に出場して打率.305・4本塁打・33打点・2盗塁の成績を残した。
2018年にMLB.comが発表したプロスペクトランキングでは32位、ブルワーズの組織内では1位にランクインした。シーズンでは開幕をA+級カロライナ・マドキャッツで迎え、6月にはAA級ビロクシ・シャッカーズへ昇格した。また、7月にはオールスター・フューチャーズゲームのアメリカ合衆国選抜に選出された。
2019年の開幕は傘下のAAA級サンアントニオ・ミッションズで迎えた。5月14日にメジャー契約を結んでアクティブ・ロースター入りし、同日のフィラデルフィア・フィリーズ戦にて「7番・二塁手」で先発出場してメジャーデビュー。メジャー初安打を含む3打数2安打1四球と活躍した。その後も活躍を見せたが、登録枠の関係で6月3日にマイナー降格。同28日に再昇格すると7月は打率.355・6本塁打・OPS1.127の好成績でルーキー・オブ・ザ・マンスや週間MVPに選出された。7月28日のシカゴ・カブス戦ではサヨナラ本塁打を放っている。故障者リスト入りすることがあっても最後まで好調を維持し続け、打率.303・19本塁打（チーム6位）・49打点（同7位）・OPS.938の成績を残した。ポストシーズンのワイルドカードゲームでは二塁打を打った。
2020年は開幕をMLBで迎えた。
2021年からは一塁手としてプレーする。
2023年3月27日にルーク・ボイトの加入に伴いDFAとなった。ウェイバー公示を経て獲得する球団が現れなかったためマイナー契約となり、傘下のAAA級ナッシュビル・サウンズへ送られた。この年はナッシュビルで85試合に出場して打率.308、23本塁打、77打点を記録したが、メジャーへ昇格することはなかった。オフの10月4日にFAとなった。

### タイガース傘下時代
2024年2月16日にデトロイト・タイガースとマイナー契約を結んだ。メジャーに昇格した場合の年俸は200万ドル。6月3日にFAとなった。

### エンゼルス時代
2024年6月11日にロサンゼルス・エンゼルスとマイナー契約を結んだ。7月5日に、ルイス・レンヒフォの負傷者リスト入りに伴いメジャー昇格。その日の試合に8番指名打者として出場したが、同月23日にレンヒフォの復帰に伴ってDFAとなり、27日にAAA級ソルトレイク・ビーズに配属された。レギュラーシーズン終了後の10月2日にFAとなった。

### ロッキーズ時代
2025年1月15日にコロラド・ロッキーズとマイナー契約を結び、同年のスプリングトレーニングにはニック・マティーニとともに招待選手として参加した。開幕はマイナーで迎えたが、5月31日に同日DFAとなったアーロン・シャンクと入れ替わって移籍後初昇格を果たした。6月16日にマイケル・トグリアの昇格に伴いDFAとなった。6月19日にAAA級アルバカーキ・アイソトープスに降格した。

## 人物
日系3世で、父親は日系、母親は中国系である。なお、ミドルネームの「ナツオ」は、8月生まれであることから日本語の「夏」を由来として名付けられた。

## 詳細情報

### 年度別打撃成績
| 年 度    | 球 団    | 試 合 | 打 席 | 打 数 | 得 点 | 安 打 | 二 塁 打 | 三 塁 打 | 本 塁 打 | 塁 打 | 打 点 | 盗 塁 | 盗 塁 死 | 犠 打 | 犠 飛 | 四 球 | 敬 遠 | 死 球 | 三 振 | 併 殺 打 | 打 率 | 出 塁 率 | 長 打 率 | O P S |
| -------- | -------- | ----- | ----- | ----- | ----- | ----- | -------- | -------- | -------- | ----- | ----- | ----- | -------- | ----- | ----- | ----- | ----- | ----- | ----- | -------- | ----- | -------- | -------- | ----- |
| 2019     | MIL      | 84    | 348   | 314   | 51    | 95    | 23       | 2        | 19       | 179   | 49    | 9     | 3        | 0     | 1     | 25    | 1     | 8     | 107   | 6        | .303  | .368     | .570     | .938  |
| 2020     | MIL      | 59    | 246   | 217   | 30    | 46    | 4        | 0        | 13       | 89    | 32    | 3     | 2        | 0     | 2     | 16    | 2     | 11    | 85    | 7        | .212  | .297     | .410     | .707  |
| 2021     | MIL      | 61    | 197   | 173   | 16    | 29    | 9        | 1        | 4        | 52    | 19    | 3     | 0        | 2     | 1     | 14    | 0     | 7     | 77    | 6        | .168  | .256     | .301     | .557  |
| 2022     | MIL      | 80    | 266   | 234   | 34    | 53    | 8        | 1        | 14       | 105   | 32    | 5     | 2        | 0     | 1     | 23    | 0     | 8     | 111   | 3        | .226  | .316     | .449     | .765  |
| 2024     | LAA      | 10    | 27    | 27    | 1     | 4     | 0        | 0        | 0        | 4     | 1     | 0     | 1        | 0     | 0     | 0     | 0     | 0     | 10    | 0        | .148  | .148     | .148     | .296  |
| MLB：5年 | MLB：5年 | 294   | 1084  | 965   | 132   | 227   | 44       | 4        | 50       | 429   | 133   | 20    | 8        | 2     | 5     | 78    | 3     | 34    | 390   | 22       | .235  | .313     | .445     | .758  |

- 2024年度シーズン終了時

### ポストシーズン打撃成績
| 年 度     | 球 団     | シ リ ｜ ズ | 試 合 | 打 席 | 打 数 | 得 点 | 安 打 | 二 塁 打 | 三 塁 打 | 本 塁 打 | 塁 打 | 打 点 | 盗 塁 | 盗 塁 死 | 犠 打 | 犠 飛 | 四 球 | 敬 遠 | 死 球 | 三 振 | 併 殺 打 | 打 率 | 出 塁 率 | 長 打 率 |
| --------- | --------- | ----------- | ----- | ----- | ----- | ----- | ----- | -------- | -------- | -------- | ----- | ----- | ----- | -------- | ----- | ----- | ----- | ----- | ----- | ----- | -------- | ----- | -------- | -------- |
| 2019      | MIL       | NLWC        | 1     | 4     | 4     | 0     | 1     | 1        | 0        | 0        | 2     | 0     | 0     | 0        | 0     | 0     | 0     | 0     | 0     | 3     | 0        | .250  | .250     | .500     |
| 2020      | MIL       | NLWC        | 2     | 7     | 6     | 0     | 1     | 0        | 0        | 0        | 1     | 0     | 0     | 0        | 0     | 0     | 1     | 0     | 0     | 2     | 0        | .167  | .286     | .167     |
| 出場：2回 | 出場：2回 | 出場：2回   | 3     | 11    | 10    | 0     | 2     | 1        | 0        | 0        | 3     | 0     | 0     | 0        | 0     | 0     | 1     | 0     | 0     | 5     | 0        | .200  | .273     | .300     |

- 2024年度シーズン終了時

### 年度別守備成績
内野守備
| 年 度 | 球 団 | 一塁（1B） | 一塁（1B） | 一塁（1B） | 一塁（1B） | 一塁（1B） | 一塁（1B） | 二塁（2B） | 二塁（2B） | 二塁（2B） | 二塁（2B） | 二塁（2B） | 二塁（2B） |
| 年 度 | 球 団 | 試 合      | 刺 殺      | 補 殺      | 失 策      | 併 殺      | 守 備 率   | 試 合      | 刺 殺      | 補 殺      | 失 策      | 併 殺      | 守 備 率   |
| ----- | ----- | ---------- | ---------- | ---------- | ---------- | ---------- | ---------- | ---------- | ---------- | ---------- | ---------- | ---------- | ---------- |
| 2019  | MIL   | -          | -          | -          | -          | -          | -          | 81         | 123        | 175        | 16         | 43         | .949       |
| 2020  | MIL   | -          | -          | -          | -          | -          | -          | 49         | 66         | 83         | 6          | 15         | .961       |
| 2021  | MIL   | 49         | 304        | 19         | 3          | 25         | .991       | 7          | 1          | 10         | 0          | 1          | 1.000      |
| 2022  | MIL   | 33         | 202        | 12         | 3          | 22         | .986       | 14         | 17         | 18         | 3          | 4          | .921       |
| 2024  | LAA   | -          | -          | -          | -          | -          | -          | 5          | 3          | 7          | 1          | 1          | .909       |
| MLB   | MLB   | 82         | 506        | 31         | 6          | 47         | .989       | 156        | 210        | 293        | 26         | 64         | .951       |

左翼守備
| 年 度 | 球 団 | 左翼（LF） | 左翼（LF） | 左翼（LF） | 左翼（LF） | 左翼（LF） | 左翼（LF） |
| 年 度 | 球 団 | 試 合      | 刺 殺      | 補 殺      | 失 策      | 併 殺      | 守 備 率   |
| ----- | ----- | ---------- | ---------- | ---------- | ---------- | ---------- | ---------- |
| 2021  | MIL   | 1          | 1          | 0          | 0          | 0          | 1.000      |
| 2022  | MIL   | 5          | 9          | 0          | 1          | 0          | .900       |
| MLB   | MLB   | 6          | 10         | 0          | 1          | 0          | .909       |

- 2024年度シーズン終了時
- 各年度の太字はリーグ最高

### 表彰
- ルーキー・オブ・ザ・マンス：1回（2019年7月）
- 週間MVP：1回（2019年7月21日）

### 記録
MLB
- en:Topps All-Star Rookie teams：2019年（二塁手部門）

MiLB
- オールスター・フューチャーズゲーム選出：1回（2018年）

### 背番号
- 18（2019年 - 2022年）
- 13（2024年）
- 7（2025年6月）

### 代表歴
- 2016年日米大学野球選手権大会アメリカ合衆国代表